# Anthurium inzanum
Anthurium inzanum är en kallaväxtart som beskrevs av Adolf Engler. Anthurium inzanum ingår i släktet Anthurium och familjen kallaväxter. Inga underarter finns listade.